# Taufbecken (Orrouy)

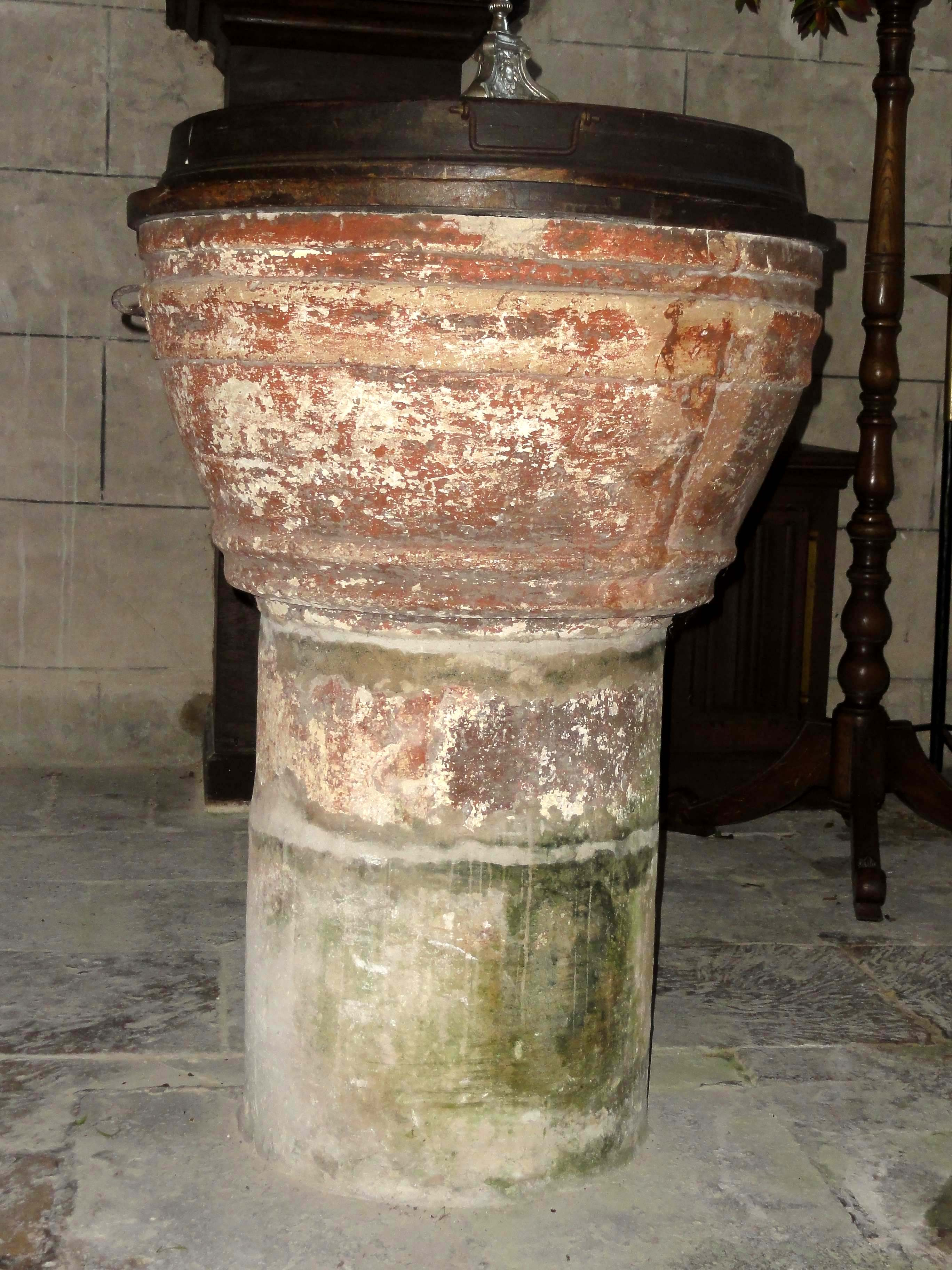
Taufbecken in Orrouy

Das Taufbecken in der katholischen Kirche St-Rémi in Orrouy, einer französischen Gemeinde im Département Oise in der Region Hauts-de-France, wurde im Jahr 1991 als Monument historique in die Liste der geschützten Objekte (Base Palissy) in Frankreich aufgenommen.
Das gotische Taufbecken aus Kalkstein steht auf einer Säule. Es ist am oberen Rand profiliert und ansonsten schmucklos.